# سفیدکوسگان
سفیدکوسه‌ها (نام علمی: Lamnidae) نام یک تیره از راسته کوسه‌سانان است.